# حماية الحيتان

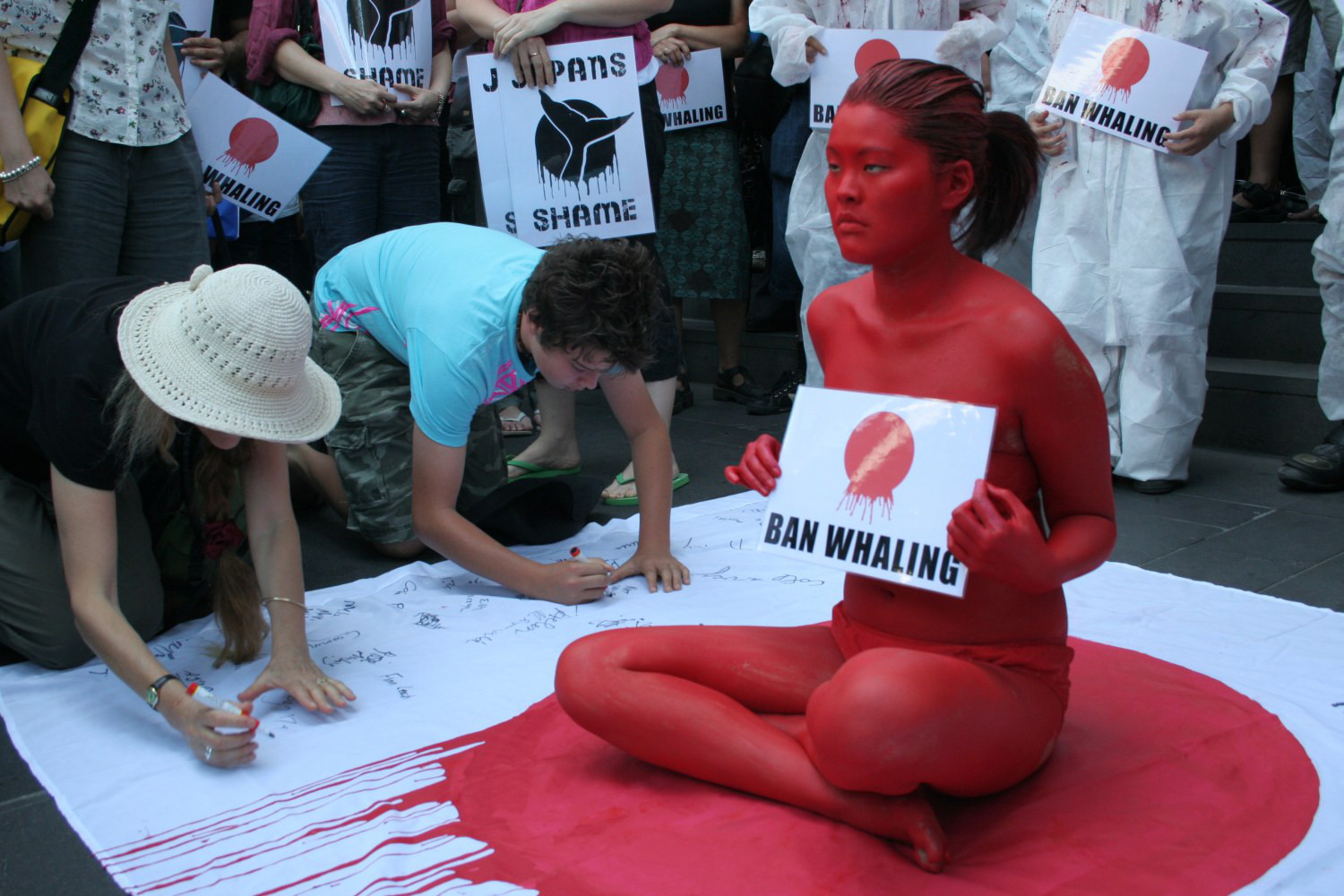

يقصد بحماية الحيتان الجدل العالمي البيئي والأخلاقي حيال صيد الحيتان. ركز النقاش حول حماية الحيتان ومكافحة صيدها على قضايا الاستدامة البيئية، فضًلا عن الملكية والسيادة الوطنية. أثير ضمن جهود الحماية السؤال حول إدراك الحيتان، ومستوى المعاناة التي تتعرض لها هذه الحيوانات عندما تُصاد وتُقتل، والأهمية التي تلعبها الثدييات في النظام البيئي والبيئة البحرية الصحية.
وقد ناقشت اللجنة الدولية لصيد الحيتان عام 1986 مسألة صيد الحيتان لأغراض تجارية من قبل وأهمية أخذ عينات منها لأغراض البحث العلمي، من أجل تحديد حصص الصيد. وتُعد أهمية صيد الحيتان بالنسبة لمصائد الأسماك كطريقة للسيطرة على عددها نقطة أخرى للنقاش.

## حالة الحماية
قبل تأسيس اللجنة الدولية لصيد الحيتان عام 1946، استنزف صيد الحيتان غير المنظم عددًا كبيرًا منها إلى حد بعيد، فضًلا عن تعرض أنواعٍ عديدة منها لخطر شديد. يشير الاتحاد الدولي للحفاظ على الطبيعة إلى أن حيتان المحيط الأطلسي الرمادية انقرضت في مطلع القرن الثامن عشر. وجد فحص بقايا في إنكلترا والسويد دليلًا على وجود مجموعة منفصلة من الحيتان الرمادية في المحيط الأطلسي حتى العام 1675. أُكد ذلك التأريخ بالكربون المشع للبقايا دون الأحفورية، مع كون صيد الحيتان احتمالًا مرجحًا. أدى صيد الحيتان وغيرها من التهديدات إلى إدراج خمسة على الأقل من الـ 13 حوتًا الكبرى ضمن قائمة الأنواع المهددة بالانقراض. ساعد تطبيق حظر في الستينيات في تعافي بعضها. حسب المجموعة المختصة بالحيتانيات التابعة للاتحاد الدولي للحفاظ على الطبيعة، «فإن عددًا من تجمعات الحوت الصائب الجنوبي، والحوت الأحدب في العديد من المناطق، والحيتان الرمادية في شمال المحيط الهادئ الشرقي، والحيتان الزرقاء في كل من شمال المحيط الهادئ ووسط شمال المحيط الأطلسي بدأت تظهر علامات التعافي». يتزايد عدد أنواع الحيتان الأخرى أيضًا.
لم تُعتبر أنواع أخرى من الحيتان (خصوصًا حوت المنك الشائع) يومًا مهددة.
رغم ذلك، يقول معارضو صيد الحيتان إن العودة للصيد التجاري على نطاق شامل ستؤدي إلى مخاوف اقتصادية تفوق مخاوف حمايتها، وهناك جدل مستمر حول كيفية وصف الحالة الراهنة لكل نوع. على سبيل المثال، يسرّ المحافظون على البيئة لكون حوت ساي لا يزال مدرجًا على أنه مهدد بالانقراض لمنع صيده، لكن اليابان تقول إن هذا النوع قد زاد من 9000 في عام 1978 إلى نحو 28 ألف في عام 2002، وبالتالي فإن صيد 50 حوت ساي مرة في السنة يعتبر آمنًا وينبغي إعادة النظر في تصنيفها على أنها معرضة للخطر بالنسبة لمجموعات شمال المحيط الهادئ.
قالت بعض دول شمال الأطلسي مؤخرًا إنه لا ينبغي إدراج الحيتان الزعنفية على أنها معرضة للخطر بعد الآن وتنتقد القائمة لكونها غير دقيقة. سجل الاتحاد الدولي للحفاظ على الطبيعة دراسات تظهر وجود أكثر من 4000 حوت في شمال المحيط الأطلسي حول غرينلاند وأيسلندا والنرويج. لا توجد معلومات حول الحيتان الزعنفية في مناطق خارج شمال الأطلسي، إذ لا تزال تصنف على أنها مهددة بالانقراض.

## صيد الحيتان
صيد الحيتان هو ممارسة الصيد بهدف الحصول على لحم الحيتان وزيتها وشحمها. بدأ صيد الحيتان على نطاق صناعي في القرن السابع عشر وحتى القرن العشرين، ونتيجة للكميات التي صيدت من الحيتان، أصبحت نوعًا مهددًا بالانقراض. حظرت اللجنة الدولية لصيد الحيتان الصيد لأغراض تجارية في عام 1986 لزيادة عدد الحيتان المتبقية في البحار.
تُقتل الحيتان في البحر غالبًا باستخدام رماح صيد متفجرة تثقب جلد الحوت وتنفجر داخل جسده. تقول جماعات مكافحة صيد الحيتان إن طريقة الصيد هذه قاسية، خاصة إذا قام بها صيادون غير متمرسين، إذ قد يستغرق الحوت عدة دقائق أو حتى ساعات ليموت. في شهر مارس عام 2003 نشرت ويل ووتش، وهي مجموعة مؤلفة من 140 من جماعات الحفاظ على الحيوانات ورعايتها من 55 بلدًا، بقيادة الجمعية العالمية لحماية الحيوانات (المعروفة اليوم باسم حماية الحيوان في العالم)، تقريرًا بعنوان، تروبلد ووترز (مياه عكرة)، خلص إلى أنه من غير الممكن ضمان صيد الحيتان بطريقة إنسانية وينبغي وقف صيدها. نقل التقرير عن أرقام رسمية قولها إن 20% من الحيتان النرويجية و60% من الحيتان التي صادتها اليابان لم تمت بعد ضربها بالرماح. أصدرت الجمعية تقريرًا في عام 2008 بعنوان صيد الحيتان: تحدي الالتزامات الدولية لصالح رفاهية الحيوان؟ إذ قورن صيد الحيتان -على نحو غير مناسب- بإرشادات الذبح الخاصة بحيوانات المزارع التي أصدرتها المنظمة العالمية لصحة الحيوان.
رد جون أودال من السفارة النرويجية في لندن قائلًا إن السلطات النرويجية تعمل مع اللجنة الدولية لصيد الحيتان لتطوير أكثر الطرق إنسانية. قال إن متوسط الوقت الذي يستغرقه الحوت ليموت بعد إطلاق النار عليه في فتحة النفث هو نفس الوقت أو أقل من الذي تستغرقه الحيوانات التي يقتلها الصيادون في الرحلات البرية لتموت. يقول المدافعون عن صيد الحيتان أيضًا إن أسلوب حياة الحيتان التي تعيش في التجوال الحر ويعقبه موت سريع هو أسلوب أقل قسوة من المعاناة طويلة الأمد لحيوانات المزارع للإنتاج الصناعي.
ردًا على معارضة المملكة المتحدة لاستئناف صيد الحيتان لأغراض تجارية على أساس أنه لا توجد طريقة إنسانية لصيدها، أو حتى «تلوح في الأفق»، أشار تحالف الشمال الأعلى المؤيد لصيد الحيتان إلى أوجه عدم الاتساق الواضحة في سياسات بعض الدول المناهضة لصيد الحيتان عن طريق إجراء مقارنات بين صيد الحيتان لغرض تجاري أو ترفيهي. مثلًا، تسمح المملكة المتحدة بإطلاق النار على الغزلان لأغراض تجارية دون استيفاء المعايير التي وضعتها المذابح البريطانية، ولكنها تقول إنه يجب على صائدي الحيتان أن يستوفوا تلك المعايير مسبقًا. علاوة على ذلك، فإن صيد الثعالب، والذي تقوم فيه الكلاب بتمزيق ضحيتها، قانوني في العديد من البلدان المناهضة لصيد الحيتان، بما فيها أيرلندا والولايات المتحدة والبرتغال وإيطاليا وفرنسا (لكن ليس في المملكة المتحدة)، وفقًا لاستطلاع حكومة المملكة المتحدة في قضية بيرنز (2000). تزعم الدول المؤيدة لصيد الحيتان أنه لا ينبغي أن يتوقعوا التزامها بمعايير رفاهية الحيوان التي لا تلتزم بها الدول المناهضة لصيد الحيتان ذاتها بثبات، وتخلص بنتيجة أن حجة القسوة ليست أكثر من مجرد تعبير عن تعصب ثقافي، شبيه بالموقف الغربي من تناول لحوم الكلاب في العديد من بلدان شرق آسيا.